# 山田村 (福岡県糟屋郡)
山田村（やまだむら）は、福岡県糟屋郡にあった村。現在の糟屋郡久山町の一部にあたる。

## 地理
立花山の南東麓で、猪野川流域に位置していた。

## 歴史

### 沿革
- 1889年（明治22年）4月1日 - 糟屋郡山田村、猪野村が合併して村制施行し、山田村が設立[1][2]。
- 1956年（昭和31年）9月30日 - 糟屋郡久原村と合併し久山町を新設して廃止[1][2]。

## 産業
農業、林業、石炭採掘。